# Pirofregata

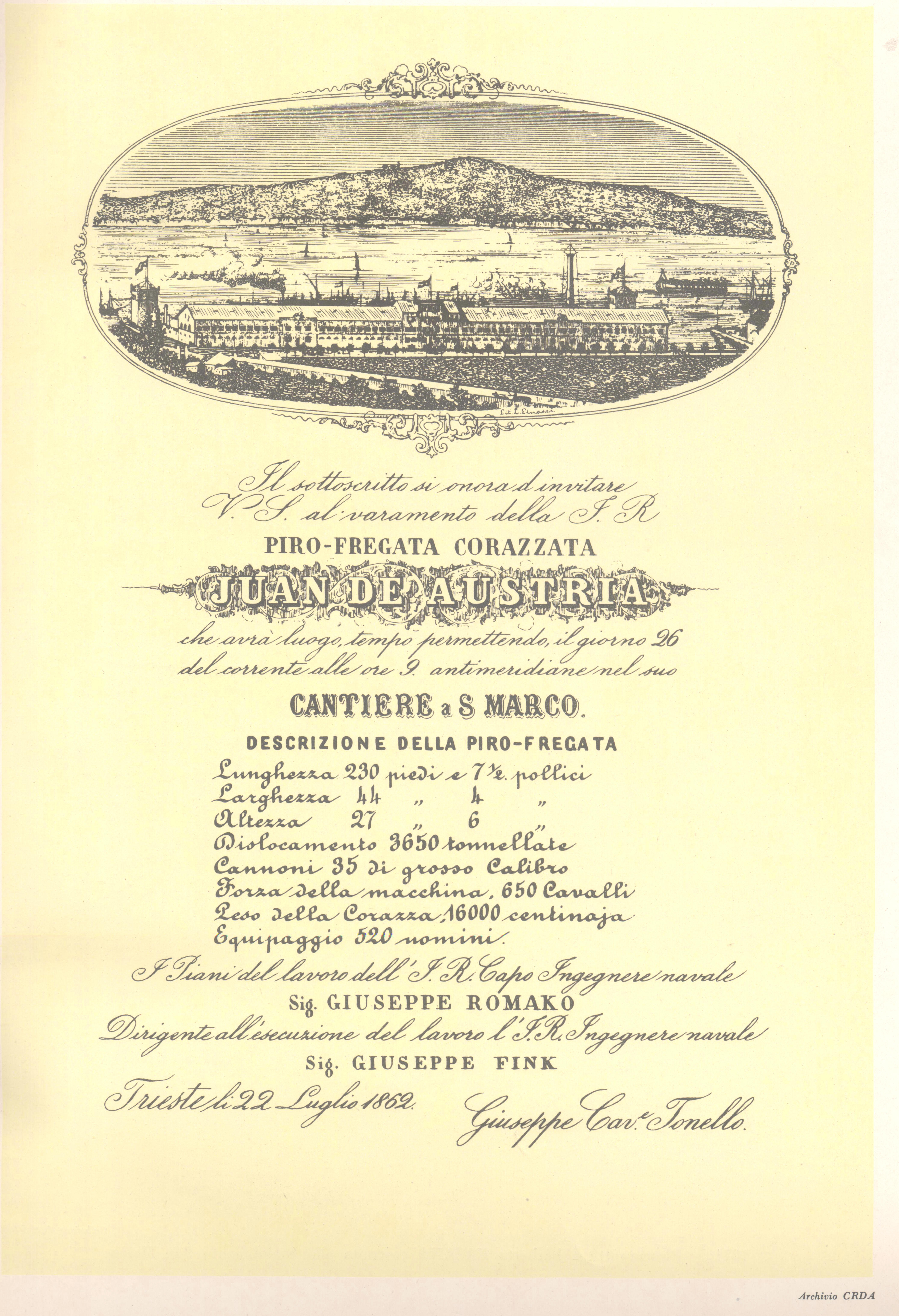
L'invito al varo di una pirofregata nel 1862

Con pirofregata si indica una fregata dotata sia di impianto velico che di motore a vapore.
Nel XIX secolo, periodo di transizione tra la vela ed il vapore, si dette questo nome, come pure quello di pirocorvetta e di pirovascello, rispettivamente alle corvette  ed ai vascelli che, pur avendo l'attrezzatura a vele quadre, avevano anche macchine motrici a vapore con propulsori a ruota nei primi tempi, e ad elica in seguito.